# Muang Tônpheung
Muang Tônpheung är ett distrikt i Laos.   Det ligger i provinsen Bokeo, i den nordvästra delen av landet, 400 km nordväst om huvudstaden Vientiane.